# Chryserycia fulviceps
Chryserycia fulviceps là một loài ruồi trong họ Tachinidae.